# Deir Sammit
Deir Sammit, en arabe : دير سامت,  est une ville du gouvernorat de Hébron en Palestine, situé à 8 km à l'ouest de Hébron, au sud-ouest de la Cisjordanie.
Selon le recensement du bureau central palestinien des statistiques, la localité compte une population de 8 114 habitants en 2017.